# Клубний кубок чемпіонів Перської затоки з футболу
Клубний кубок чемпіонів Перської затоки з футболу (араб. دوري أبطال الخليج للأندية‎) — щорічний футбольний турнір, в якому беруть участь клуби з країн Перської затоки, що входять УАФА. 

## Історія

Карта країн-учасниць турніру

Проводиться з 1982 року. Спочатку в турнірі брали участь лише чемпіони своїх країн з Аравійського півострова, який спочатку було 5, а потім стало шість — Саудівська Аравія, Об'єднані Арабські Емірати, Кувейт, Бахрейн, Катар та Оман. Учасники в одноколовому груповому турнірі, який проходив в одній із країн, визначали чемпіона. Кубок був дуже популярний перші 10 років свого існування, крім цього протягом 1980-х та 1990-х років він також виступав як перший етап Кубка арабських чемпіонів.
З появою у 2002 році Ліги чемпіонів АФК, яка значно збільшила кількість учасників, у Клубному кубку чемпіонів Перської затоки стали виступати лише ті чемпіони, які не пробивались до групового етапу Ліги чемпіонів. В результаті з сезону 2006 року Клубний кубок чемпіонів змінив свій формат і кількість учасників збільшилась до 12 (по 2 від країни), які ділились на 3 групи по 4 команди, після яких проходили півфінали та фінал, а із сезону 2009/10 навпаки — на 4 групи по 3 команди, при цьому плей-оф починався з чвертьфіналів.
2016 року, вже після проведення жеребкування, турнір було скасовано через відсутність спонсорів і перенесено на наступний рік, втім згодом і турнір 2017 року було скасовано і надалі турнірі не анонсувались.
Саудівська Аравія протягом усього часу існування турніру домінувала в ньому, а їхні клуби виграли 13 титулів і ще шість разів вийшли до фіналу. При цьому примітно, що представники усіх шести країн-учасниць турнірі принаймні один раз виграли, останньою з яких став бахрейнський «Аль-Мухаррак» у змаганні 2012 року.

## Переможці
| Сезон                | Переможець                                                                                       |                | 2-ге місце             | Місце проведення                                                 |
| -------------------- | ------------------------------------------------------------------------------------------------ | -------------- | ---------------------- | ---------------------------------------------------------------- |
| 1982                 | Аль-Арабі (Ель-Кувейт)                                                                           |                | Ріффа                  | «Сабах Аль-Салем», Ель-Кувейт, Кувейт                            |
| 1983                 | Аль-Іттіфак                                                                                      |                | Аль-Арабі (Ель-Кувейт) | «Халіфа», Доха, Катар                                            |
| 1985                 | Аль-Аглі (Джидда)                                                                                |                | Аль-Арабі (Ель-Кувейт) | «Забіль», Дубай, Об'єднані Арабські Емірати                      |
| 1986                 | Аль-Хіляль (Ер-Ріяд)                                                                             |                | Аль-Арабі (Доха)       | Ер-Ріяд, Саудівська Аравія                                       |
| 1987                 | Казма                                                                                            |                | Аль-Хіляль (Ер-Ріяд)   | Ель-Кувейт, Кувейт                                               |
| 1988                 | Аль-Іттіфак                                                                                      |                | Казма                  | Шарджа (місто), Об'єднані Арабські Емірати                       |
| 1989                 | Фанджа                                                                                           |                | Аль-Мухаррак           | Ріффа, Бахрейн                                                   |
| 1991                 | Ас-Садд                                                                                          |                | Бахрейн                | Доха, Катар                                                      |
| 1992                 | Аш-Шабаб (Дубай)                                                                                 |                | Аль-Хіляль (Ер-Ріяд)   | Оман                                                             |
| 1993                 | Аш-Шабаб (Ер-Ріяд)                                                                               |                | Аш-Шабаб (Дубай)       | Ер-Ріяд, Саудівська Аравія                                       |
| 1994                 | Аш-Шабаб (Ер-Ріяд)                                                                               |                | Аль-Арабі (Ель-Кувейт) | Ель-Кувейт, Кувейт                                               |
| 1995                 | Казма                                                                                            |                | Аль-Ріффа              | Аль-Айн, Об'єднані Арабські Емірати                              |
| 1996                 | Ан-Наср (Ер-Ріяд)                                                                                |                | Дофар                  | Ріффа, Бахрейн                                                   |
| 1997                 | Ан-Наср (Ер-Ріяд)                                                                                |                | Казма                  | Доха, Катар                                                      |
| 1998                 | Аль-Хіляль (Ер-Ріяд)                                                                             |                | Іст Ріффа              | Sur, Оман                                                        |
| 1999                 | Аль-Іттіхад (Джидда)                                                                             |                | Аль-Сальмія            | Джидда, Саудівська Аравія                                        |
| 2000                 | Аль-Кадісія (Кувейт)                                                                             |                | Аль-Хіляль (Ер-Ріяд)   | Ель-Кувейт, Кувейт                                               |
| 2001                 | Аль-Айн                                                                                          |                | Аль-Іттіхад (Джидда)   | Аль-Айн, Об'єднані Арабські Емірати                              |
| 2002                 | Аль-Аглі (Джидда)                                                                                |                | Аль-Мухаррак           | Ріффа, Бахрейн                                                   |
| 2003                 | Аль-Арабі (Ель-Кувейт)                                                                           |                | Аль-Мухаррак           | Доха, Катар                                                      |
| 2005                 | Аль-Кадісія (Кувейт)                                                                             |                | Аль-Васл               |                                                                  |
| Сезон                | Господарі                                                                                        | Рахунок        | Гості                  | Місце                                                            |
| 2006                 | Аль-Кадісія (Кувейт)                                                                             | 0–1            | Аль-Іттіфак            | «Мохаммед Аль-Хамад», Ель-Кувейт                                 |
| 2006                 | Аль-Іттіфак                                                                                      | 1–1            | Аль-Кадісія (Кувейт)   | Стадіон принца Мохамеда бін Фахда, Ед-Даммам                     |
| 2006                 | Аль-Іттіфак переміг 2 – 1 за сумою двох матчів.                                                  |                |                        |                                                                  |
| 2007                 | Аль-Іттіфак                                                                                      | 2–0            | Аль-Джазіра (Абу-Дабі) | Стадіон принца Мохамеда бін Фахда, Ед-Даммам                     |
| 2007                 | Аль-Джазіра (Абу-Дабі)                                                                           | 3–1            | Аль-Іттіфак            | «Мохаммед бін Заєд», Абу-Дабі                                    |
| 2007                 | Аль-Джазіра (Абу-Дабі) перемогла 7 – 6 в серії пенальті після нічиєї 3 – 3 за сумою двох матчів. |                |                        |                                                                  |
| 2008                 | Аль-Аглі (Джидда)                                                                                | 1–0            | Ан-Наср (Ер-Ріяд)      | Стадіон імені принца Абдулли аль-Файсала, Джидда                 |
| 2008                 | Ан-Наср (Ер-Ріяд)                                                                                | 0–2            | Аль-Аглі (Джидда)      | Стадіон принца Файсала бін Фахда, Ер-Ріяд                        |
| 2008                 | Аль-Аглі (Джидда) переміг 3 – 0 за сумою двох матчів.                                            |                |                        |                                                                  |
| 2010                 | Катар СК                                                                                         | 2–2            | Аль-Васл               | «Сухейм Бін Хамад», Доха                                         |
| 2010                 | Аль-Васл                                                                                         | 1–1            | Катар СК               | «Забіль», Дубай                                                  |
| 2010                 | Аль-Васл виграв за правилом гола, забитого на чужому полі.                                       |                |                        |                                                                  |
| GCC Champions League |                                                                                                  |                |                        |                                                                  |
| 2011                 | Шабаб Аль-Аглі                                                                                   | 3–2            | Аш-Шабаб (Дубай)       | «Аль-Рашид», Дубай                                               |
| 2011                 | Аш-Шабаб (Дубай)                                                                                 | 2–0            | Шабаб Аль-Аглі         | «Мактум бін Рашид Аль Мактум», Дубай                             |
| 2011                 | Al-Shabab переміг 4 – 3 за сумою двох матчів.                                                    |                |                        |                                                                  |
| 2012                 | Аль-Мухаррак                                                                                     | 1–3            | Аль-Васл               | Бахрейнський національний стадіон, Ріффа                         |
| 2012                 | Аль-Васл                                                                                         | 1–3            | Аль-Мухаррак           | «Забіль», Дубай                                                  |
| 2012                 | Аль-Мухаррак переміг 5 – 4 в серії пенальті після нічиєї 4 – 4 за сумою двох матчів.             |                |                        |                                                                  |
| 2013                 | Аль-Хор                                                                                          | 1–1            | Баніяс                 | «Аль-Хор», Ель-Хаур                                              |
| 2013                 | Баніяс                                                                                           | 2–0            | Аль-Хор                | «Баніяс», Абу-Дабі                                               |
| 2013                 | Баніяс виграв 3 – 1 за сумою двох матчів                                                         |                |                        |                                                                  |
| Сезон                | Переможець                                                                                       | Рахунок        | Фіналіст               | Місце                                                            |
| 2014                 | Ан-Наср (Дубай)                                                                                  | 2–1            | Сахам                  | «Мактум бін Рашид Аль Мактум», Дубай, Об'єднані Арабські Емірати |
| 2015                 | Аш-Шабаб (Дубай)                                                                                 | 1–1 (4–3 пен.) | Аль-Сіб                | «Аль-Сіб», Ес-Сіб, Оман                                          |
| 2016                 | Відмінено                                                                                        | Відмінено      | Відмінено              | Відмінено                                                        |
| 2017                 | Скасовано                                                                                        | Скасовано      | Скасовано              | Скасовано                                                        |

### За країною
| # | Країна            | Перемог | 2-х місць |
| - | ----------------- | ------- | --------- |
| 1 | Саудівська Аравія | 13      | 6         |
| 2 | ОАЕ               | 8       | 4         |
| 3 | Кувейт            | 6       | 7         |
| 4 | Бахрейн           | 1       | 7         |
| 5 | Катар             | 1       | 3         |
| 6 | Оман              | 1       | 3         |